# Retrato de la marquesa de Pontejos
El Retrato de la marquesa de Pontejos es un óleo sobre tela pintado hacia 1786 por Francisco de Goya. La pintura muestra a la joven noble española con vestido cortesano "de pastora", a tamaño natural y al aire libre, acompañada de un perrito.

## Contexto
Goya se convertiría ese mismo año de 1786 en pintor de cámara de Carlos III y luego de Carlos IV. Utiliza colores rococó, suaves y fríos, muy similares a los de sus tapicerías de la época, como El pelele. Convertido en retratista de moda, realizaría una serie de cuadros en el mismo estilo, como La familia del duque de Osuna (1789, museo del Prado, Madrid).
Doña María Ana de Pontejos Sandoval, marquesa de Pontejos, nacida en 1762 y muerta el 18 de julio de 1834 era mecenas de Francisco de Goya. En 1786, a los veinticuatro años, se casó con el hermano del conde de Floridablanca, ministro de Carlos III, y entonces embajador de España en Portugal. El retrato probablemente fue realizado para conmemorar el enlace.

## Descripción
El cuadro muestra a la joven en un jardín, con un paisaje como fondo. Ocupa el centro del cuadro, permitiendo que la mirada se fije de inmediato sobre la figura. Luce un elegante vestido gris con una cinta rosa al talle y una sobrefalda recogida, adornada con cintas verticales blancas que sostienen manojos de rosas frescas, flores que también adornan el corpiño en torno al escote de gasa plisada. La sobrefalda es de gasa tan fina, que deja adivinar la enagua y las pantorrillas de la marquesa. Es un modelo fantasioso, de pastora cortesana, puesto de moda para los paseos al aire libre entre la nobleza por la reina María Antonieta, que se hizo construir en Versalles una pequeña aldea idealizada donde con amigos y cortesanos buscaba experimentar la vida campesina de manera bucólica. La marquesa sujeta en su mano un clavel rosa, emblema popular del amor en el siglo XVIII pero también símbolo de la esposa casada. El rostro permanece inmóvil, como una máscara de actor y está enmarcado por un peinado alto y empolvado, semirrecogido, a la moda dieciochesca, coronado por un sombrero redondo cuyas plumas se funden con el cielo como nubes. El vestido "de pastora", el peinado y el sombrero siguen claramente la moda francesa.
Los tonos grises, rosas, verdes y blancos crean una elegante paleta cromática, mientras el paisaje aporta frescura y perspectiva. Es obvia la influencia del retrato inglés en la obra goyesca del periodo, especialmente Thomas Gainsborough. Mientras la joven permanece inmóvil, el perrito, símbolo de fidelidad, se muestra activo, caminando atento hacia el espectador. El pequeño carlino lleva un lazo rosa y cascabeles.